# Modigliani's koekoeksduif
Modigliani's koekoeksduif (Macropygia modiglianii) is een vogel uit de familie Columbidae (duiven). Deze vogel is genoemd naar de Italiaanse zoöloog Elio Modigliani (1860-1932). 

## Verspreiding en leefgebied
Deze soort komt voor op de eilanden van westelijk Sumatra en telt drie ondersoorten:
- M. m. hypopercna: Simeulue (nabij noordwestelijk Sumatra).
- M. m. modiglianii: Nias (nabij westelijk Sumatra).
- M. m. elassa: Mentawai-eilanden (nabij westelijk Sumatra).

## Status
De Modigliani's koekoeksduif komt niet als aparte soort voor op de lijst van het IUCN, maar is daar een ondersoort van de bruine koekoeksduif (M. emiliana modiglianii).